# IC 4935
IC 4935 — галактика типу SBa (компактна витягнута галактика) у сузір'ї Павич.
Цей об'єкт міститься в оригінальній редакції індексного каталогу.